# Diocesi di Uruguaiana
La diocesi di Uruguaiana (in latino Dioecesis Uruguaianensis) è una sede della Chiesa cattolica in Brasile suffraganea dell'arcidiocesi di Santa Maria. Nel 2023 contava 391.000 battezzati su 525.000 abitanti. È retta dal vescovo Clésio Facco, S.A.C.

## Territorio
La diocesi comprende 13 comuni dello stato brasiliano del Rio Grande do Sul: Barra do Quaraí, Uruguaiana, Quaraí, Alegrete, Itaqui, Maçambara, São Borja, Itacurubi, Manoel Viana, São Francisco de Assis, Unistalda, Santiago e Capão do Cipó
Sede vescovile è la città di Uruguaiana, dove si trova la cattedrale di Sant'Anna.
Il territorio si estende su 38.795 km² ed è suddiviso in 16 parrocchie, raggruppate in 3 aree pastorali: Uruguaiana, São Borja e Santiago.

## Storia
La diocesi è stata eretta il 15 agosto 1910 con la bolla Praedecessorum Nostrorum di papa Pio X, ricavandone il territorio dalla diocesi di São Pedro do Rio Grande, che contestualmente è stata elevata al rango di arcidiocesi metropolitana con il nome di arcidiocesi di Porto Alegre.
Il vescovo Jose Newton de Almeida Baptista istituì il seminario diocesano Sagrado Coração e promosse nel 1947 il primo congresso eucaristico diocesano.
Nel 1957 il vescovo Luiz Felipe de Nadal ottenne da papa Pio XII che, accanto a san Michele Arcangelo, la diocesi potesse venerare come patrona anche la Vergine Maria con il titolo di Nossa Senhora Conquistadora.
Il 25 giugno 1960 e il 22 maggio 1961 ha ceduto porzioni del suo territorio a vantaggio dell'erezione rispettivamente delle diocesi di Bagé e di Santo Ângelo.
Il 20 agosto 1962 ha ceduto la parrocchia di Säo Pedro de Pontäo nel comune di Tupanciretã alla diocesi di Santa Maria (oggi arcidiocesi).
Nel 2001 ha ceduto la parrocchia e il territorio comunale di Santo Antônio das Missões alla diocesi di Santo Ângelo.
Originariamente suffraganea dell'arcidiocesi di Porto Alegre, dal 13 aprile 2011 è entrata a far parte della provincia ecclesiastica dell'arcidiocesi di Santa Maria.

## Cronotassi dei vescovi
Si omettono i periodi di sede vacante non superiori ai 2 anni o non storicamente accertati.
- Hermeto José Pinheiro † (12 maggio 1911 - 3 novembre 1941 deceduto)
  - Sede vacante (1941-1944)
- José Newton de Almeida Baptista † (10 giugno 1944 - 5 gennaio 1954 nominato arcivescovo di Diamantina)
- Luiz Felipe de Nadal † (9 maggio 1955 - 1º luglio 1963 deceduto)
- Augusto Petró † (12 marzo 1964 - 5 luglio 1995 ritirato)
- Pedro Ercílio Simon † (5 luglio 1995 - 16 settembre 1998 nominato vescovo coadiutore di Passo Fundo)
- Ângelo Domingos Salvador, O.F.M.Cap. † (26 maggio 1999 - 27 giugno 2007 ritirato)
- Aloísio Alberto Dilli, O.F.M. (27 giugno 2007 - 13 luglio 2016 nominato vescovo di Santa Cruz do Sul)
- José Mário Scalon Angonese (31 maggio 2017 - 2 maggio 2024 nominato arcivescovo di Cascavel)
- Clésio Facco, S.A.C., dal 28 maggio 2025

## Statistiche
La diocesi nel 2023 su una popolazione di 525.000 persone contava 391.000 battezzati, corrispondenti al 74,5% del totale.
| anno | popolazione | popolazione | popolazione | presbiteri | presbiteri | presbiteri | presbiteri                | diaconi | religiosi | religiosi | parrocchie |
| anno | battezzati  | totale      | %           | numero     | secolari   | regolari   | battezzati per presbitero | diaconi | uomini    | donne     | parrocchie |
| ---- | ----------- | ----------- | ----------- | ---------- | ---------- | ---------- | ------------------------- | ------- | --------- | --------- | ---------- |
| 1949 | 600.000     | 641.719     | 93,5        | 76         | 33         | 43         | 7.894                     |         | 97        | 285       | 33         |
| 1962 | 200.000     | 280.390     | 71,3        | 26         | 20         | 6          | 7.692                     |         | 16        | 138       | 9          |
| 1968 | 320.000     | 350.000     | 91,4        | 12         | 9          | 3          | 26.666                    |         | 14        | 169       | 10         |
| 1976 | 270.000     | 310.000     | 87,1        | 27         | 27         |            | 10.000                    | 2       | 9         | 110       | 11         |
| 1980 | 349.000     | 403.000     | 86,6        | 28         | 25         | 3          | 12.464                    | 2       | 12        | 67        | 12         |
| 1990 | 388.000     | 426.000     | 91,1        | 23         | 21         | 2          | 16.869                    | 5       | 11        | 115       | 12         |
| 1999 | 375.000     | 470.000     | 79,8        | 28         | 25         | 3          | 13.392                    | 2       | 9         | 94        | 13         |
| 2000 | 385.000     | 480.000     | 80,2        | 27         | 25         | 2          | 14.259                    | 2       | 6         | 77        | 15         |
| 2001 | 398.000     | 450.768     | 88,3        | 27         | 24         | 3          | 14.740                    | 2       | 7         | 71        | 15         |
| 2002 | 398.000     | 450.768     | 88,3        | 27         | 24         | 3          | 14.740                    | 1       | 7         | 72        | 15         |
| 2003 | 398.000     | 450.768     | 88,3        | 27         | 24         | 3          | 14.740                    | 1       | 7         | 79        | 16         |
| 2004 | 323.062     | 434.887     | 74,3        | 21         | 20         | 1          | 15.383                    | 1       | 8         | 81        | 16         |
| 2010 | 348.000     | 467.000     | 74,5        | 23         | 21         | 2          | 15.130                    | 1       | 7         | 61        | 16         |
| 2014 | 365.000     | 490.000     | 74,5        | 26         | 23         | 3          | 14.038                    |         | 9         | 54        | 16         |
| 2017 | 374.200     | 502.300     | 74,5        | 24         | 22         | 2          | 15.591                    |         | 7         | 46        | 16         |
| 2020 | 382.900     | 514.000     | 74,5        | 26         | 24         | 2          | 14.726                    |         | 6         | 48        | 16         |
| 2022 | 389.000     | 522.000     | 74,5        | 27         | 25         | 2          | 14.407                    | 4       | 5         | 21        | 16         |
| 2023 | 391.000     | 525.000     | 74,5        | 26         | 24         | 2          | 15.038                    | 4       | 5         | 34        | 16         |